# بني سليمان (بني سويف)
قرية بنى سليمان هي إحدى القرى التابعة لمركز الواسطى في محافظة بني سويف في جمهورية مصر العربية. حسب إحصاءات سنة 2006، بلغ إجمالي السكان في بنى سليمان 10297 نسمة، منهم 5330 رجل و4967 امرأة.